# Reyerdingvenn
Koordinaten: 51° 53′ 55″ N, 6° 37′ 16″ O
Das Naturschutzgebiet Reyerdingvenn liegt auf dem Gebiet der Stadt Bocholt im Kreis Borken in Nordrhein-Westfalen.
Das aus drei Teilflächen bestehende Gebiet erstreckt sich nördlich der Kernstadt Bocholt und nordwestlich des Bocholter Stadtteils Barlo. Am nördlichen Rand des Gebietes verläuft die Staatsgrenze zu den Niederlanden.

## Bedeutung
Für Bocholt ist seit 1988 ein 76,0 ha großes Gebiet unter der Kenn-Nummer BOR-012 als Naturschutzgebiet ausgewiesen.